# ألكسندر مرونز
ألكسندر مرونز (بالألمانية: Alexander Mronz) مواليد 7 أبريل 1965 في كولونيا، هو لاعب كرة مضرب ألماني سابق بدأ مسيرته كمحترف سنة 1987 وكان يلعب باليد اليمنى، اعتزل اللعب في 1996. أعلى تصنيف له في الفردي كان المركز الـ 73 في سنة 1991. فاز بلقب الزوجي في سكنيكتادي (نيويورك) سنة 1988.

## روابط خارجية
- ألكسندر مرونز على موقع رابطة محترفي التنس (الإنجليزية)
- ألكسندر مرونز على موقع الاتحاد الدولي لكرة المضرب (الإنجليزية)
- ألكسندر مرونز على موقع خلاصة التنس.كوم (الإنجليزية)